# 卡昂站
卡昂站是法国的一个铁路车站，位于法国卡尔瓦多斯省省会卡昂。

## 位置
卡昂站位于卡昂市区的东南部，奥恩河（L'Orne）南岸。车站大致呈东西走向，其正门开口朝南，北侧亦有出入口，可通过地下通道连接。

## 车站历史
卡昂站最早建于1858年，后经历过多次改造，规模逐渐扩大。
二战期间，卡昂站曾被炸毁。新的站房于二战后重建，并于1986年和2009年两次经历了较大规模的改造。

## 本站可直达城市
| 卡昂站出发可直达的城市 | |

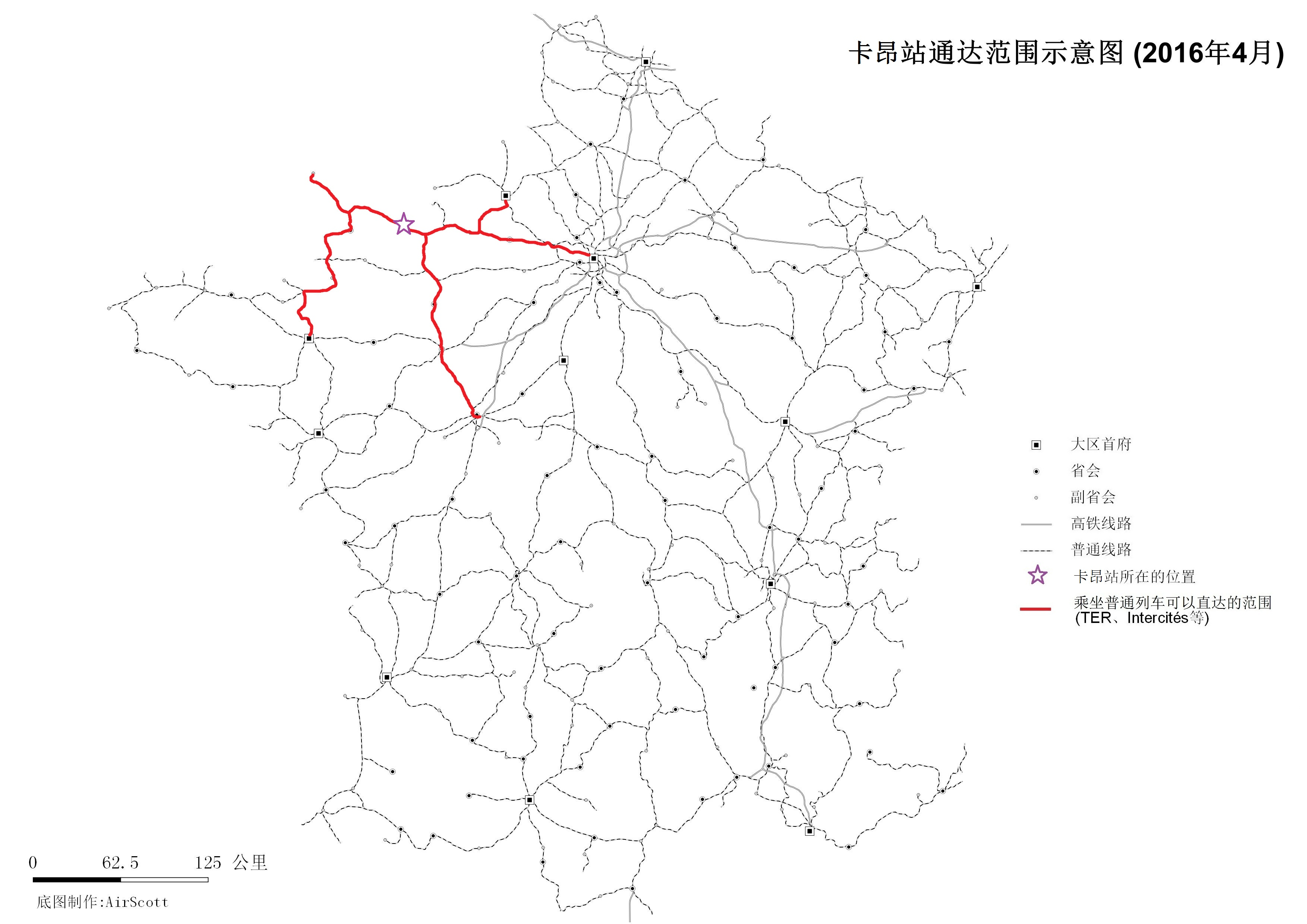
卡昂站通达范围示意图（2016年4月）

| - 为方便阅读，可到达的城市按照城市法语名的首字母顺序排序。 - 粗体字为法国省会城市，斜体字的城市仅周末或特定时段才能直达。 - 中文名称非官方正式翻译，仅供参考。 | |
| 目的地所在大区 | 可以直达的目的地 |
| 法兰西岛 | 芒特拉若利、巴黎 |
| 布列塔尼 | 布列塔尼地区多勒、雷恩 |
| 中央-卢瓦尔河谷 | 圣皮耶尔德科尔、图尔 |
| 诺曼底 | 阿朗松、阿让唐、欧德里约、阿夫朗什、巴约、贝尔奈、布雷特维尔-洛格约斯、布里奥讷、布特鲁尔德-安夫勒维尔、卡朗蒂伊、沙尤埃、瑟堡、库唐斯、埃尔伯夫、埃夫勒、福利尼、弗雷努维尔、里勒河畔格洛、勒莫莱-利特里、利雪、利松、梅济东-卡农、莫尔托-库利伯夫、穆尔特、蓬埃贝尔、蓬托尔松、鲁昂、圣洛、迪沃河畔圣皮埃尔、塞镇、塞尔基尼、瓦洛涅 |
| 卢瓦尔河地区 | 萨尔特河畔博蒙、卢瓦堡、库隆比耶、埃科穆瓦、拉吉耶尔什、勒芒、蒙比佐、萨尔特河畔讷维尔 |

## 停靠线路
以下列车线路在卡昂站停靠：
| 卡昂站列车线路表 |              |                 |                      |              |
| 线路             | 车种         | 上一站          | 下一站               | 大致运行频率 |
| 巴黎—卡昂        | INTERCITÉS   | 利雪            | （终点）/巴约站      | 每天8趟左右  |
| 巴黎—瑟堡        | INTERCITÉS   | 巴黎圣拉扎尔    | 巴约                 | 每天10趟左右 |
| 巴黎—瑟堡        | INTERCITÉS   | 利雪            | 巴约                 | 每天1~2趟    |
| 图尔—卡昂        | INTERCITÉS   | 梅济东          | （终点）             | 每天2趟左右  |
| 图尔—卡昂        | 法国大区列车 | 梅济东          | （终点）             | 每天1趟左右  |
| 勒芒/阿朗松—卡昂 | 法国大区列车 | 梅济东          | （终点）             | 每天6趟左右  |
| 鲁昂—卡昂        | 法国大区列车 | 梅济东          | （终点）             | 每天5~7趟    |
| 利雪—瑟堡        | 法国大区列车 | 弗雷努维尔-卡尼 | 布雷特维尔-诺雷/巴约 | 每天3趟左右  |
| 卡昂—瑟堡        | 法国大区列车 | （起点）        | 巴约                 | 每天3趟左右  |
| 卡昂—圣洛/库唐斯 | 法国大区列车 | （起点）        | 布雷特维尔-诺雷/巴约 | 每天9趟左右  |
| 卡昂—雷恩        | 法国大区列车 | （起点）        | 巴约                 | 每天3~4趟    |
| 1.               |              |                 |                      |              |

## 配套交通
卡昂站对应的大巴车上下车地点是卡昂长途汽车站，位于卡昂站东侧，出站后左转即可看见。

### 卡昂长途汽车站
Isilines提供“南特—雷恩—卡昂—鲁昂—亚眠—里尔”线路。
卡尔瓦多斯省客运公司提供前往省内主要市镇的大巴车线路。
此外，当某条铁路线施工或罢工时，SNCF也会提供途径该线路沿途站点的大巴车。

### 其它停靠地点
Flixbus提供的“巴黎—卡昂—圣米歇尔山—圣马洛”和“雷恩—卡昂—亚眠—里尔”两条线路，其上下车地点在卡昂站以北大约1公里外的库尔通广场（Place de Courtonnee），步行大约15分钟或乘坐有轨电车到“Bernières”站下车即可。

### 市内交通
卡昂站对应的公交车站名称为“Gare SNCF”，停靠该站的公交线路包括卡昂有轨电车A线和B线，以及公交1路、3路、5路、6路、9路、11路、26路和61路。

## 临近车站
| 卡昂站（Gare de Caen）                                 |                                                  |                                                                     |
| 上行车站                                               | 线路                                             | 下行车站                                                            |
| 利雪站←梅济东站⇐弗雷努维尔-卡尼站⇐                     | 芒特－瑟堡铁路 巴黎圣拉扎尔站239km← →130km瑟堡站 | →布雷特维尔-诺雷站                                                  |
| （起点）                                               | 卡昂－图尔铁路 →166km勒芒站                      | ⇒弗雷努维尔-卡尼站⇒梅济东站→迪沃河畔圣皮埃尔站 （勒芒－梅济东铁路） |
| - 注："⇐"或"⇒"为共线路段；本表仅显示运营中的线路及车站 |                                                  |                                                                     |